# Šarišské Michaľany
Šarišské Michaľany és un poble i municipi d'Eslovàquia. Es troba a la regió de Prešov, al nord del país.

## Història
La primera referència escrita de la vila data del 1248.

## Demografia
| Godina             | 1994 | 2004   | 2014   | 2024   |
| ------------------ | ---- | ------ | ------ | ------ |
| Nombre de persones | 2621 | 2698   | 2855   | 2695   |
| Diferència         |      | +2,93% | +5,81% | −5,60% |

| Godina             | 2023 | 2024   |
| ------------------ | ---- | ------ |
| Nombre de persones | 2700 | 2695   |
| Diferència         |      | −0,18% |